# Małgorzata mazowiecka (1352/1356–po 1409)
Małgorzata mazowiecka (ur. między 1353 a 1356, zm. po 14 sierpnia 1409) – księżniczka mazowiecka, księżna słupska i dobrzyńska, księżna brzeska z dynastii Piastów.

## Życiorys
Była młodszą córką księcia czerskiego, Siemowita III i Eufemii, córki księcia opawskiego Mikołaja II.
Druga żona księcia słupskiego Kazimierza IV, wnuka Kazimierza III Wielkiego, którego poślubiła w kwietniu 1369 roku.
Po śmierci matki Eufemii w 1356 lub 1357 jej ojciec ożenił się ponownie z księżniczka ziębicka Anną. Jednak podczas pobytu na dworze jej ciotki Eufemii mazowieckiej w Cieszynie, Siemowit III usłyszał pogłoski na temat niewierności swojej żony. Jej macocha została uwięziona przez swojego męża na zamku w Rawie Mazowieckiej, gdzie urodziła swojego najmłodszego syna Henryka i kilka tygodni po jego narodzinach została uduszona. Kronikarz Janko z Czarnkowa stwierdza, że Małgorzata, już jako żona księcia słupskiego zabrała potajemnie na swój dwór wówczas trzyletniego przyrodniego brata, odtrąconego przez ojca.
Owdowiała 2 stycznia 1377, małżeństwo było bezdzietne. Według ówczesnego prawa lennego ziemie i zamki, które objął w posiadanie jej zmarły mąż, zostały przyłączone do Królestwa Polskiego, z wyłączeniem ziemi dobrzyńskiej, którą zarządzała Małgorzata i gdzie oprawiono jej wiano. W 1378 zrzekła się ona praw do tych ziem na rzecz księcia opolskiego Władysława.
Małgorzata w lipcu 1379 r. została drugą żoną Henryka VII z Blizną, syna księcia brzeskiego Ludwika I. Mieli dwoje dzieci:
- Ludwika II (1380/85 – 30 maja 1436)
- Małgorzatę (1380/84 – po 2 października 1408)